# Islam en Russie

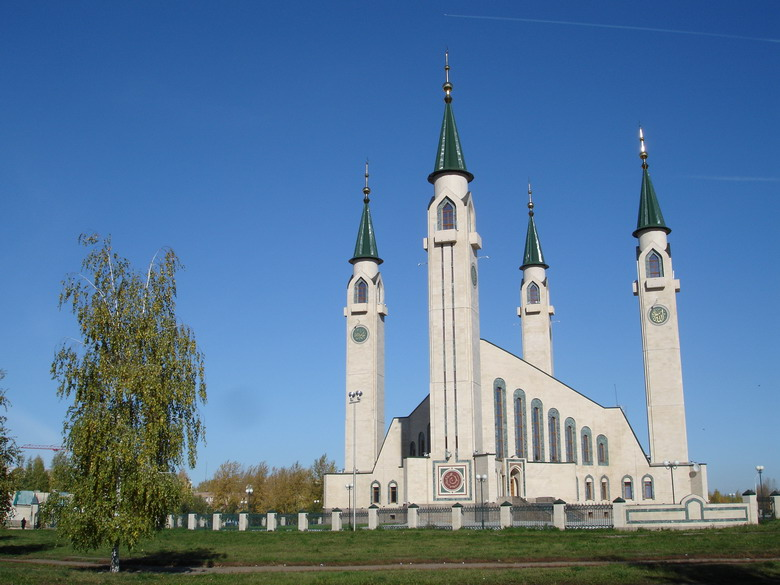
La grande mosquée de Nichnekamsk au Tatarstan.

L'islam fait partie des religions traditionnelles du territoire actuel de la fédération de Russie. Il est implanté dans certaines régions comme le Caucase du Nord depuis plus de 1300 ans.

## Structure ethnique et géographique

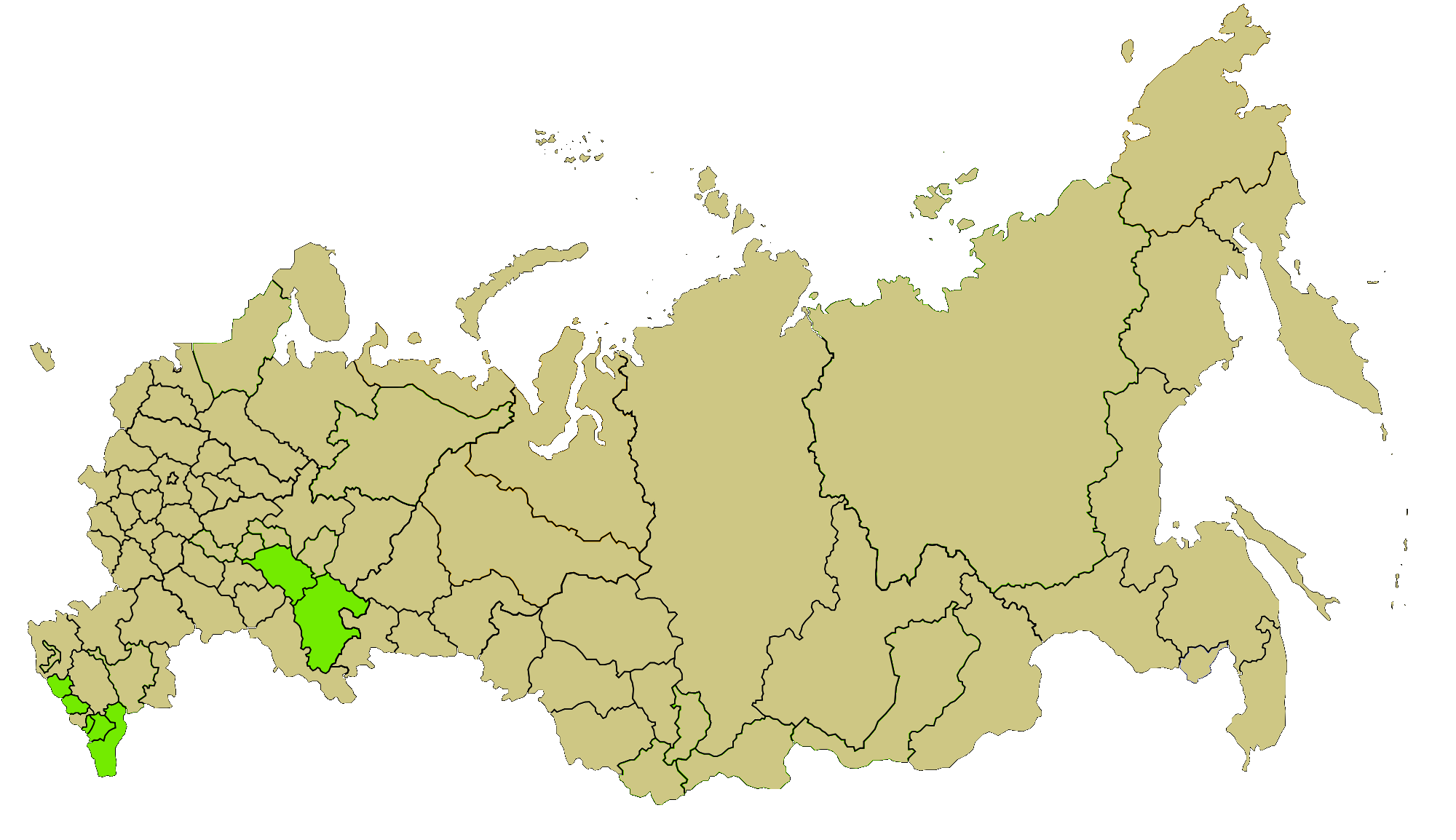
Les territoires de Russie à majorité musulmane. Sept républiques, d'ouest en est :
• la Karatchaïévo-Tcherkessie
• la Kabardino-Balkarie
• l'Ingouchie
• la Tchétchénie
• le Daghestan
• le Tatarstan
• la Bachkirie

L'islam est avant tout la religion de nombreuses minorités ethniques de Russie. La plupart des musulmans vivent au Nord-Caucase, ainsi que près de la Volga et dans l'Oural. Bien que le grand mufti de Russie donne une proportion de 17-20% de musulmans, soit environ 25-30 millions, le département d'état américain estime cette proportion à 10% en 2017 ; il n'est pas possible d'évaluer précisément le nombre de musulmans pratiquants au sein des « musulmans ethniques » et des adeptes des autres religions. Les différentes organisations d'état ne disposent pas de telles données. Parmi les musulmans ethniques, c'est-à-dire des peuples orientaux imprégnés de la culture islamique, une proportion inconnue est athée ou sans confession. On évalue à 33 % ou 35 % le nombre de citoyens russes qui se disent sans confession [réf. nécessaire]. Parmi eux prédomine l'appartenance nationale.
Le centre politique et culturel de l'islam en Russie est Kazan. Elle fait figure de capitale officieuse de l'islam, à côté de la capitale officielle qu'est Moscou. Les Tatares sont le peuple musulman le plus nombreux en Russie. Ils sont 6 millions, ce qui représente 4 % de la population de Russie. C'est le deuxième peuple le plus nombreux après les Russes, qui représentent 80 % des habitants de Russie. Seulement un tiers des Tatares vivent au Tatarstan (dont la capitale est Kazan), où ils constituent un peu plus de la moitié de la population. Environ 40 % des habitants du Tatarstan sont Russes. En dehors de cette république autonome, leur territoire s'étend entre la Volga et l'Oural, où ils cohabitent avec d'autres peuples musulmans du Nord-Caucase jusqu'à l'Asie centrale.

## Histoire
L'histoire de l'islam sur le territoire de l'actuelle Russie commence il y a presque 1300 ans. La ville de Kazan fut fondée 150 ans avant Moscou par le Khanat bulgare de la Volga.

### Les débuts de l'islam dans le territoire de l'actuelle Russie

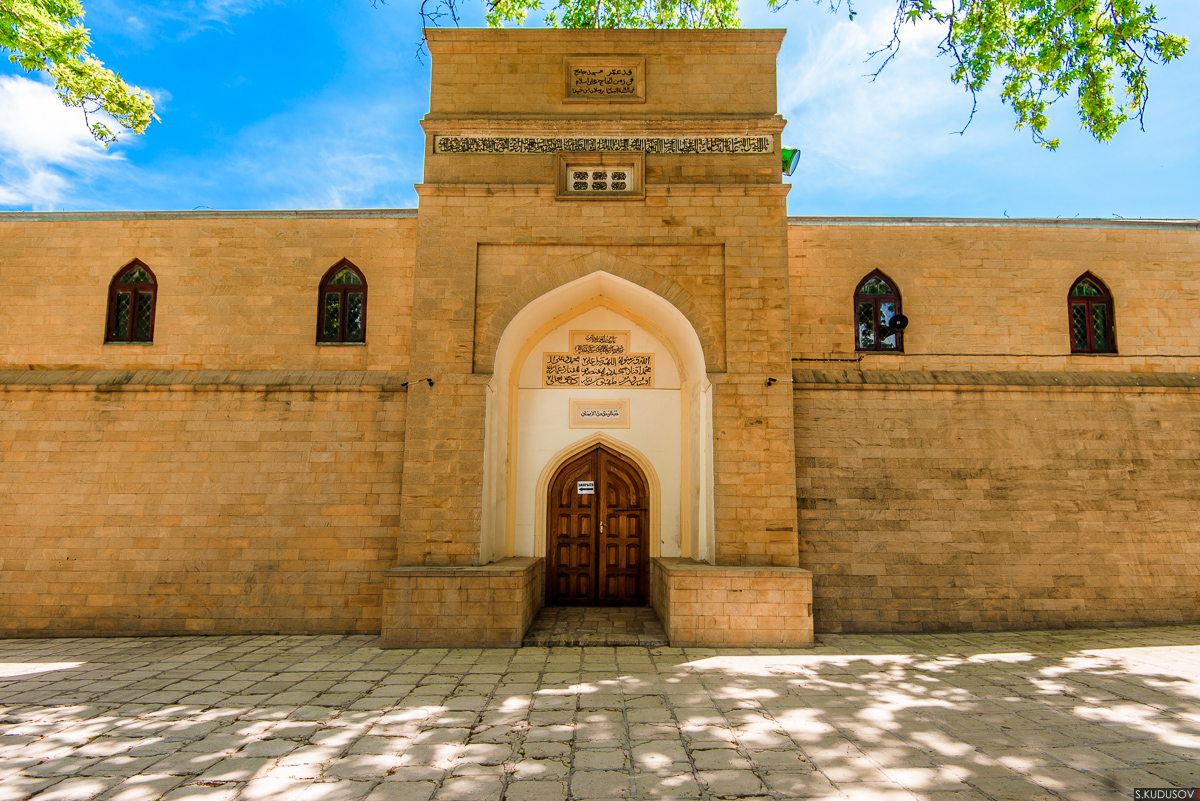
La mosquée Al-Jumua de Derbent, construite au VIII par les arabes.

Au milieu du VIIe siècle, l'expansion islamique du califat arabe a atteint le Sud de l'actuelle Russie avec la conquête de la Transcaucasie. La ville de Derbent au Daghestan est conquise une première fois entre 642 et 654, puis une seconde fois en 728, pour être cette fois durablement islamique. Pendant des siècles, elle resta perse, jusqu'à la première conquête russe en 1806. C'est le premier peuple de l'actuelle Russie qui, dès le VIIIe siècle au Daguestan, accepte l'islam. Les Lesghiens les suivent rapidement. Après une courte occupation de l'embouchure de la Volga par les arabes musulmans, en 737, une partie des Khazars régnant dans le Sud de la Russie et l'Est de l'Ukraine embrassent l'islam. Après le reprise de leur indépendance en 740, la majorité des Khazares revient au judaïsme.
Pourtant il existe des mosquées et des communautés musulmanes dans les villes khazares du Sud de la Russie et du Nord-Caucase, comme Atil, près d'Astrakhan, Samandar, près de Kizliar, et Balandjar, près de Bouïnaksk. Il y a des garnisons de mercenaires musulmans (arisa) à Sarkel (aujourd'hui submergée par le Réservoir de Tsimliansk), à Kiev et en Crimée. Ces mercenaires musulmans khazars détruisent en 912 une partie de l'armée russe après son attaque sur les territoires musulmans de Transcaucasie et de Transcapsienne. Les souverains des Rus' de Kiev détruisent ensuite entre 965 et 969 l'empire khazar, mais le dernier souverain khazar embrasse à nouveau l'islam et se met sous la protection du peuple Khwarezm.
Avant la christianisation des russes au Xe siècle, les Bulgares de la Volga embrassent l'islam, avec la mission de Ibn Fadlân en 922, et une partie des Coumans aussi. En 988, les habitants de Kiev favorisent le christianisme orthodoxe par rapport à l'islam. Les succès musulmans le long de la Vola sont réduits à rien par l'invasion Mongole de l'Europe à partir de 1237, qui marque la fin des empires Bulgare et Rus'. En 1252, Berké, un petit-fils de Gengis Khan et souverain mongol de la Horde d'or, est le premier souverain mongol à se convertir à l'islam. Ses successeurs combattent les ilkhanides perses mongols pour le califat du Caire.

### Sous l'empire russe

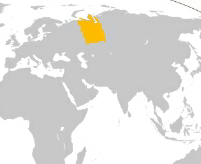
khanat de Sibir

Jusqu'à 1380, les Rus', qui formeront ensuite la Russie, sont sous la domination étrangère des Mongols Tatares. C'est à ce moment qu'ils peuvent briser les hordes des khanats rivaux, et leur conquête allège cette pression invasive. Après la conquête du khanat de Kazan en 1552, du khanat d'Astrakan en 1556 et du khanat de Sibir en 1580, l'empire des tsars se pose en médiateur et en revendeur, aux avant-postes des Tatares en Asie centrale, qui sera conquise en 1731. Même certains chefs russes, comme Boris Godunov, Tourgueniev ou Lénine avaient des ancêtres tatares. Au contraire des Tatares, les Bachkirs se révoltent à maintes reprises. Ils font finalement cause commune avec eux du côté de Pougatchev en 1773.
Au XVIIIe siècle, l'opposition idéologique s'accentue entre islam et christianisme orthodoxe à cause des guerres ottomanes : revendication russe de Constantinople en 1736, guerre sainte des Tatares de la Volga contre la politique de colonisation des russes en 1755, et conquête du khanat de Crimée en 1783. C'est ainsi qu'au XIXe siècle avec la conquête progressive de l'Asie centrale et du Caucase, l'influence des Tatares baisse. Les revendications panslaves de la Russie d'alors sur les Balkans, l'Arménie, et même Istanbul et le Sinkiang poussent des centaines de milliers de Caucasiens et de Turkmènes à fuir vers l'empire ottoman. En même temps et en contre-coup du panslavisme naît le mouvement de réforme intellectuelle du djadidisme, qui provient des Tatares ainsi que du touranisme turc et des idées de Soltangaliev.

### Sous l'Union soviétique
Après l'effondrement des empires russe et ottoman, les révolutions de février et d'octobre 1917 renforcent encore l'aspiration des musulmans de Russie à l'autonomie et à la liberté de religion. La traditionnelle inimitié entre les Turcs musulmans et les Russes diminue. Pendant la guerre civile qui suit cet effondrement, les peuples se trouvent à nouveau de différents côtés. Les Tatares de la Volga et les Ossètes combattent pour les Soviets, face aux Bachkirs, aux Azéris aux Kazakhs et à tous les peuples du Caucase.
La politique des nationalités de Staline continue de détruire une unité ou un attachement entre les peuples musulmans de l'union soviétique, et des douzaines de petits territoires autonomes (RSSA) vont être créés pour favoriser les oppositions. Sous couvert d'accusation de collaboration avec l'Allemagne nazie, Staline fait déporter jusqu'en 1944 en Asie centrale et en Sibérie la majorité des Tatares de Crimée, des Tchétchènes, des Ingouches, des Koumyks, des Balkares et des Karatchaïs. Ces peuples ne seront réhabilités qu'en 1957, sauf les Tatares de Crimée, en 1967. Ils obtiendront à nouveau leur autonomie, excepté les tatares de Crimée. L'athéisme d'État est l'occasion de détruire des milliers de mosquées, environ 25 000. De la révolution de 1917, il n'en reste que 500, dont 27 au Daguestan. Des fondations islamiques sont expropriées. Les clercs musulmans sont formés exclusivement par l'État communiste, et à partir de 1944, à Mukhatchkala pour les muftis, à Bouïnaksk pour le Nord-Caucase et la Russie européenne, ou encore à Oufa, en Sibérie.
Ce n'est qu'avec la Pérestroïka que le chef du parti communiste Gorbatchev ouvre le Parti aux musulmans. Pour les nouveaux contrats d'union qu'il avait prévus, il cherche particulièrement le soutien du Kazakhstan et du chef du parti communiste Nursultan Nasarbaïev, qu'il avait appâté en vain depuis 1991 avec le poste de vice-président de la nouvelle URSS. La Tatarstan exige en vain le statut de république autonome et devient l'une des nombreuses nations de la fédération de Russie.

## Formes de l'islam en Russie
En raison du développement historique de l'islam en Russie, on y trouve trois variantes traditionnelles de l'islam. La majorité des musulmans de la fédération de Russie fait partie de l'école de droit hanafite. Dans le Nord-Caucase et spécialement au Daguestan, l'école chaféite et le soufisme prévalent du fait des interactions historiques avec les pays arabes. Avec l'effondrement de l'Union soviétique sont arrivés aussi le salafisme et le wahhabisme. Parmi les formes qui ont continué au Tatarstan avec le djadidisme arrivé au XVIIIe siècle, on trouve aujourd'hui l'islam moderne et libéral, en particulier dans le territoire de la Volga et de l'Oural.
De même que les dômes et les mosquées se côtoient au centre du Kremlin de Kazan, la tolérance entre les différentes communautés religieuses, et notamment entre les chrétiens et les musulmans fait partie de la culture de la ville. La réforme de l'islam au XVIIIe siècle réussit sous l'influence des réformes de Catherine II, et mena à un nouvel islam, le djadidisme. On évoque souvent le « modèle de Kazan » pour définir l'islam de cohabitation actuel au sein de la Russie.

## Situation actuelle
Le retour de l'islam en Russie arrive par les tatares au cours de la perestroïka, à la fin de l'Union soviétique et pendant le mouvement de démocratisation qui a suivi en Russie. Aujourd'hui, la Russie compte environ 7 000 mosquées (à comparer aux 12 000 d'avant 1917 et aux 343 de la période soviétique), dont 5 000 dans le Nord-Caucase. La plus grande mosquée se trouvait jusqu'en 2005 à Machatchkala, au Daguestan. Cette année-là, la mosquée Kul-Sharif est devenue la plus grande mosquée de Russie, et même la plus grande d'Europe, d'après le gouvernement russe. Elle a été dépassée en 2008 par la mosquée Akhmat-Kadyrov à Grozny, en Tchétchénie.

### Au Tatarstan

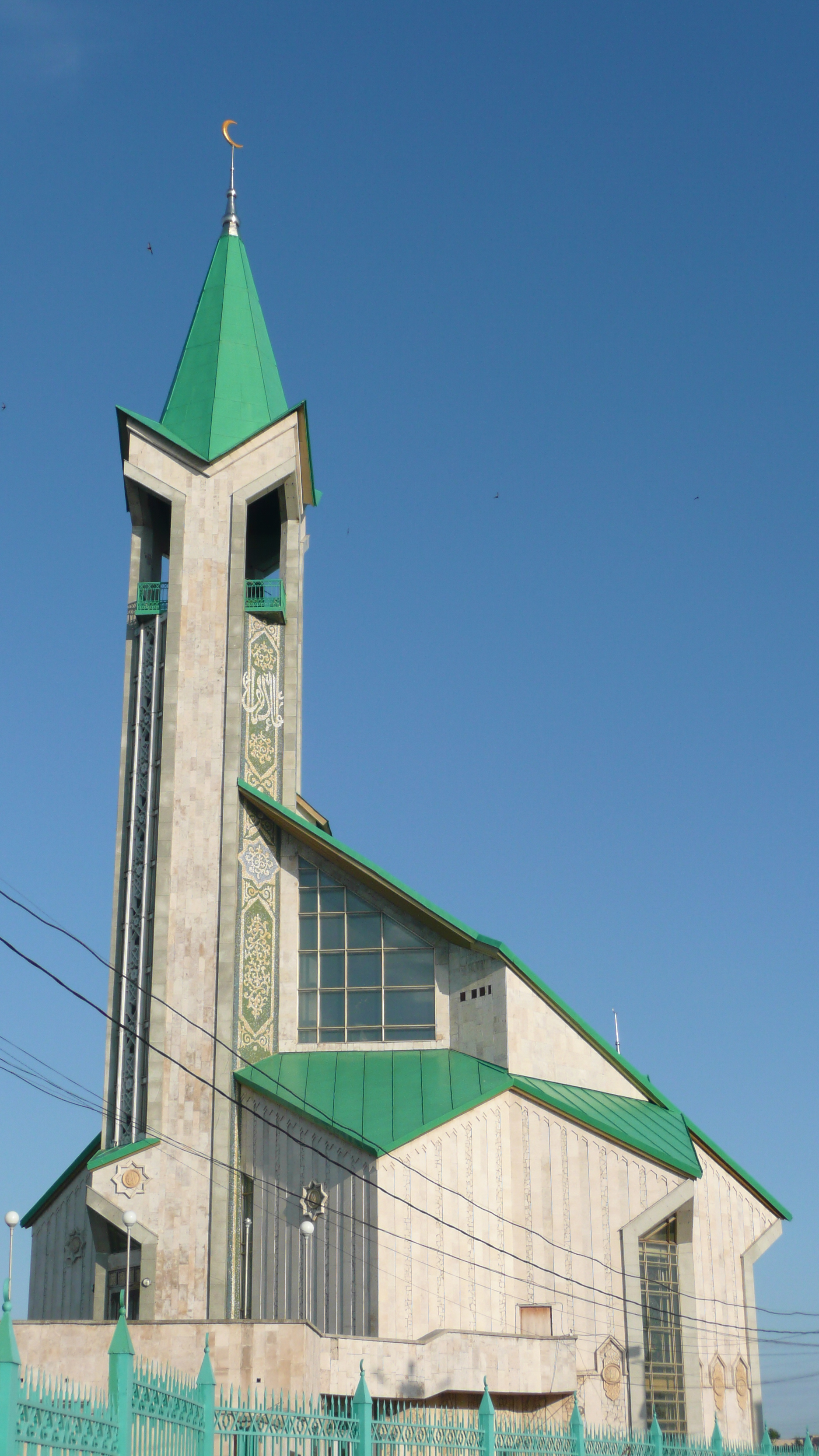
La grande mosquée de Naberezhnye Chelny au Tatarstan

Dès 1990, le Tatarstan a retrouvé sa souveraineté au sein de l'Union soviétique, et il est aujourd'hui la seule république autonome au sein de la fédération de Russie qui n'a ratifié ni le contrat de fédération de 1991, ni ses modifications ultérieures. Par ailleurs, au contraire de la Tchéctchénie, Kazan a renoncé à son indépendance : en 1994, dans un contrat légal extraordinaire, cette république a négocié un compromis entre le centralisme russe et une complète souveraineté tatare. Depuis lors, Kazan discute avec le pouvoir central moscovite et ses voisins bachkirs sur trois points. Le premier est la répartition des revenus du pétrole, c'est-à-dire des impôts à payer. Le second est l'introduction de l'alphabet latin pour le tatare. En effet, le Tatarstan est la seule région de Russie qui n'a pas adopté l'alphabet cyrillique. Dès les années 1930, l'alphabet latin était utilisé au Tatarstan. L'emploi de l'alphabet latin manifeste l'expression d'une orientation vers l'Ouest, c'est-à-dire la Turquie, qui est aussi un partenaire commercial important du Tatarstan. Au contraire, les islamistes tatars exigèrent en 1927 la réintroduction de l'alphabet arabe qui avait été abandonné. Ils voulaient être à nouveau reliés au monde arabe. Enfin, le troisième point de discussion est la volonté de rassembler le Tatarstan et le Bachkortostan en une république commune, la « communauté de la Volga-Oural tatare et turque ». En effet, plus de 50 % des habitants du Tatarstan comme 25 % des habitants du Bachkortostan sont Tatares (presque 30 % à Oufa), et les Bachkirs sont très apparentés aux Tatares.

### Au Caucase du Nord
En 1989 fut fondée la « confédération des peuples des montagnes du Caucase », renommée ensuite « confédération des peuples du Caucase ». Elle ne comporte pas seulement des peuples musulmans du Caucase du Nord, mais aussi les Abkhazes et les Ossètes du Caucase du Sud, c'est-à-dire de la Géorgie. Cette confédération de 16 peuples se comprend comme un mouvement de rassemblement d'une opposition contre la république du Caucase établie par des anciens apparatchiks, des bureaucrates moscovites et des élites post-communistes. Le but de cette organisation est de constituer un contrepoids commun au gouvernement central ainsi qu'une fusion des peuples musulmans de la région en une seule république, comme ce fut le cas pendant une courte époque en 1920-1921, avec la République soviétique des Montagnes (Kabardes, Tchétchènes, Ingouches, Tcherkesses, Ossètes, Balkares et Karatchaïs). Cette confédération fut déclarée illégale par Moscou, et elle soutient donc la sécession des Tchétchènes de Russie et des Abkhazes de Géorgie, sans toutefois rompre avec Moscou. Sa médiation dans le conflit du Caucase du Nord de 1991 est refusée par Moscou. Ce conflit tchétchène est tripartite : les Tchétchènes fidèles à Moscou (Akhmad Kadyrov et Boris Gantamirov), les nationalistes (Djokhar Doudaïev et Aslan Maskhadov), et les islamistes (Chamil Bassaïev et Movladi Udugov). Les islamistes cherchent à exporter la guerre sainte dans les républiques voisines du Daghestan et d'Ingouchie. Pourtant, c'est l'ex-communiste Dudaïev qui a appelé à la guerre sainte. Une tentative de putsch contre lui en 1994 avait déclenché une attaque islamiste au Daguestan.
A contrario des Tchétchènes, les Ingouches se sont prononcés contre l'indépendance et pour le maintien dans la Russie lors d'un référendum en 1991. Cette indépendance était recherchée par tous les peuples de la République soviétique des Montagnes lors du partage de la période 1934 - 1944, puis de 1957 - 1992. Un nouveau référendum déposé en 1999 fut interdit par Moscou. En 2001, le président de la république Rouslan Aouchev démissionna. Il était au pouvoir depuis longtemps, et n'avait pas pu empêcher la guerre de Tchétchénie menée par le président du gouvernement Primakov. De plus, les Ingouches se disputaient depuis 1992 avec l'Ossétie du Nord autour de la capitale Vladikavkaz, qui appartenait aux Tchétchéno-Ingouches depuis 1944.
Les attaques tchétchènes ont surtout menacé l'équilibre précaire du Daghestan, qui est la république du Caucase la plus étendue et la plus peuplée. Mais c'est aussi l'une des régions les plus pauvres de Russie, où plus de cent peuples, caucasiens ou non, musulmans ou non, doivent vivre ensemble. Les peuples les plus représentés au Daghestan sont les Avars (30 %), les Darguines (16 %), les Koumyks (14 %) et les Lezghiens (13 %), dont les frères d'Azerbaïdjan n'ont pas les droits relatifs aux minorités.
Depuis les élections du président de la région de Karatchaïevo-Tcherkessie de 1999, cette république autonome menace de faire sécession. Les Tcherkesses et les Abazines, chrétiens pour la plupart, ont opté pour une république autonome, qui existe de fait depuis 1957. Ils sont plus nombreux que les Karatchaïs, et plus fidèles à Moscou. Déjà, en 1996, les Balkares avaient essayé en vain de faire sécession de la république Kabardino-Balkare.
L'autorité religieuse supérieure des peuples musulmans russes du Nord-Caucase est le grand mufti Allashukur Pashazadeh depuis 1980. Son autorité a été reconnue aussi par les musulmans azéri et géorgiens en 1992. Le parti de la renaissance islamique fut fondé par les Tatares d'Astrakan et de Moscou dès 1990. Leur objectif a d'abord été le combat pour l'égalité de droit et l'unité de tous les musulmans des républiques de l'Union soviétique. Depuis l'effondrement de l'URSS, ce parti est présent aussi en Ouzbékistan et au Tadjikistan (Guerre civile du Tadjikistan) ainsi qu'au Kazakhstan, au Kirghizistan et au Turkménistan, de façon plus formelle. Il aspirait à une forte représentation des peuples musulmans au sein de l'union soviétique, et s'est rapidement étendu de la Volga au Nord-Caucase. Mais d'autres partis musulmans sont apparus, et il n'a plus été question d'unité des musulmans. Il manquait à ce parti une base suffisante, et des problèmes financiers pesaient sur lui, aggravés par de mauvaises spéculations. Il a manqué également la création de ses propres médias de masse. Le Parti de la renaissance islamique s'est dissout de fait en 1994. Le politologue et philosophe Gejdar Djemal, coprésident et tête pensante de l'aile islamiste du parti, fonda plus tard le Comité Islamique. De l'environnement du Parti de la renaissance islamique sont nés deux nouveaux partis importants : le mouvement musulman Nur (« Lumière »), et l'Union des musulmans de Russie. Ces deux partis disposent de cellules et de structures dans plus de la moitié des 89 régions de Russie, ainsi que de soutiens intérieurs et étrangers.
L'Union des musulmans de Russie se veut un parti plutôt laïc ou séculier. Son objectif est de surmonter les divisions nationales et les participations régionales des musulmans à Moscou, mais il semble isolé dans ce but. Son choix consiste à endosser le parlementarisme de l'ancienne Union des Musulmans de la Russie tsariste, et la plupart de ses adhérents provient du Nord-Caucase et du Bachkortostan. Le mouvement ‘Nur’, au contraire, est moins politique et se concentre plus sur des questions culturelles et éducatives comme les droits de l'homme, la liberté religieuse et le respect des traditions. Ainsi, étant plus présent dans la vie sociale et moins dans la vie politique, il fait preuve de plus de modération. Ce sont souvent des oulémas qui animent ce mouvement, dont le haut-lieu est le Tatarstan. Ces deux partis ont longtemps eu de bons contacts avec le Parti Libéral-Démocrate Russe, car les nationalistes de Vladimir Jirinovski et les partis musulmans se voyaient comme des partenaires potentiels de coalition. L'échec de l'Union des Musulmans de Russie aussi bien que du mouvement ‘Nur’ aux élections parlementaires de 1995 à 2003, de même que la défaite du Parti Libéral-Démocrate Russe et son tournant politique ont mis fin à ce rapprochement. Après l'élimination de Nijasov, du parti Refah, aucun député musulman ne siège plus au parlement russe, et ces deux partis sont inactifs.

### Évolution sociale
Les Tatares, de même que les Bachkirs, étaient d'abord des éleveurs de bétail nomades, et sont devenus sédentaires après la conquête russe. La population des campagnes soutient d'abord un tournant marqué du Tatarstan vers l'islam et les pays frères de l'Est. Aujourd'hui, la majorité des Tatares vivent à Kazan, Oufa et d'autres villes, où la manufacture et le commerce gagnent du terrain sur les traditions séculaires. Dans les derniers temps, la richesse induites par les ressources en hydrocarbures a apporté une meilleure qualité de vie au Tatarstan et au Bachkortostan. Cela a eu pour conséquence un plus haut niveau d'éducation, sachant que les Tatares font figure d'élites intellectuelles de l'islam russe, mais aussi progressivement un vieillissement de la population et un taux de naissances plus faible. Une majorité des Tatares a un niveau de formation élevé, qu'ils soient musulmans ou athées. Ils sont politiquement et socialement émancipés, et se tournent vers l'Ouest, notamment vers la Turquie occidentalisée. C'est pourquoi une grande partie des Bachkirs cherche à imiter le Kazakhstan et les autres républiques soviétiques d'Asie centrale.
Néanmoins, le taux de natalité des peuples musulmans de Russie reste plus élevé que celui du peuple russes et des peuples chrétiens en général. Malgré la guerre, depuis l'indépendance de la Russie, le nombre de Tchétchènes a augmenté de 50 %, le nombre de Lesghiens de 60 %, et même de 90 % pour les Ingouches. Ces chiffres officiels sont toutefois remis en cause par l'opposition politique russe. Face au fort et durable dépeuplement de la Russie (148 millions d'habitants en 1991 contre 143 millions en 2001), certains nationalistes russes orthodoxes manifestent une forte crainte d'un accroissement majeur du poids des peuples musulmans au sein d'une communauté de peuples plus petite qu'auparavant. À leurs dires, la Russie serait islamisée à la fin du XXIe siècle, le nombre de musulmans passant de 15 % à 50 %. A contrario de ces craintes, le taux de natalité de la plus nombreuse minorité musulmane, les Tatares, est nettement sous le seuil de renouvellement de la population[réf. nécessaire].

## Chronologie générale
- VIIe siècle : Derbent, au Daguestan, devient arabo-islamique.
- VIIIe siècle : Les Darguiens et les Lesghiens deviennent musulmans. Attaques arabes le long de la Volga. Une minorité de Khazares deviennent musulmans.
- IXe siècle : Fondation du Rus' de Kiev.
- Xe siècle : Les Bulgares de la Volga embrassent l'islam, et les Rus' de Kiev le Christianisme.
- XIe siècle : Une minorité de Kiptchaks devient musulmane.
- XIIIe siècle : Les Mongols et les Tatares détruisent le Rus' de Kiev et l'empire Bulgare, embrassent l'islam et s'établissent le long de la Volga. Les Bakchirs deviennent musulmans.
- XVe siècle : Déclin de la Horde d'or Tataro-mongole. Les tatares de Crimée tombent sous domination ottomane.
- XVIe siècle : Les Russes conquièrent le khanat tatare à Kazan, Astrakan et Sibir. Le khanat de Crimée est sur la défensive, mais les Tchétchènes embrassent l'islam.
- XVIIe siècle : Les Tcherkesses et les Karatchaïs deviennent musulmans.Les tatares de la Volga de la Russie centrale migrent vers l'Asie centrale et la Crimée.
- XVIIIe siècle : Renforcement de la guerre russo-turque, début de l'assujettissement de l'Asie centrale, les Balkares deviennent musulmans.
- XIXe siècle : Défaite des turcs Ottomans, fin de la conquête de l'Asie centrale et du Caucase, début du mouvement de réforme tatare.
- XXe siècle : Les Tatares soutiennent les soviets, mais la politique des nationalités de Staline s'étend et exclut les musulmans[réf. nécessaire]. Après la dissolution de l'Union soviétique, l'Azerbaïdjan, la Tchétchénie et les autres républiques d'Asie centrale deviennent indépendants. La guerre de Tchétchénie porte préjudice aux relations entre russes et musulmans dans le Caucase et même dans le monde entier.

## Dans la Russie d'après la perestroïka
Le retour du nationalisme russe à la fin des années 1990 a conduit aujourd'hui à une forte indécision de l'orientation politique. Les atlantistes et les libéraux approuvent un rapprochement avec l'Union européenne et les États-Unis. Les communistes et les « eurasiens », au contraire, font valoir une culture qui provient de l'idéal communiste. Une troisième voie avec des États asiatiques est aussi possible. Elle suscite des réactions différentes des Tatares et des Tchétchènes, qui sont surtout attachés aux traditions, à la religion et aux nationalismes caucasiens, plus encore qu'à Kazan. Les islamistes préfèrent imiter l'Arabie saoudite que la Turquie : le gouvernement tchétchène en exil se trouve au Qatar. L'invitation du Hamas à Moscou en 2006 a été saluée par le politologue et philosophe Gedjar Djemal, coprésident du Parti de la Renaissance Islamique, comme d'ailleurs par une majorité de russes. A contrario, Mowladi Udogov a regretté que ses coreligionnaires palestiniens serrent la main du président russe.
Contrairement aux craintes de certains, la guerre de Tchétchénie n'a pas provoqué de solidarité majeure avec la Palestine, ni de polarisation des musulmans de Russie. De même auparavant, la révolution iranienne ou la guerre russe d'Afghanistan n'avaient pas non plus suscité la solidarité des musulmans de Russie. Il est vrai que le long de la Volga et à Kazan, les musulmans, les chrétiens et les athées vivent ensemble sans heurts, ce qui constitue un éminent modèle de cohabitation inter-religieuse. Pourtant, dans les derniers temps, des idées hostiles à l'islam se sont répandues dans la population, ce qui a conduit à des discriminations massives de la minorité musulmane. Des intellectuels tatares critiquaient le fait qu'à peine un million de Tchétchènes placent leur intérêt national au-dessus du bien de la communauté musulmane. De la sorte, ils empoisonnent les relations entre la Russie et le monde musulman, qui sont importantes pour beaucoup de musulmans. En outre, les Tchétchènes ont obtenu l'aide des chrétiens de Géorgie, ce qui leur a valu de nouveaux reproches de Tatares. En effet, les Ingouches, voisins des Tchétchènes, ont soutenu surtout le nationalisme géorgien contre les Ossètes, car les Géorgiens étaient eux aussi des Caucasiens. C'est pourquoi la confédération des peuples du Caucase approuve et encourage le combat pour l'indépendance, sans d'ailleurs s'y ranger entièrement.
Vladimir Poutine tient un discours ambivalent à propos de l'islam en Russie. Après avoir tenu un discours où il déclare le 30 aout 2012 que « l'islam fait aujourd'hui partie intégrante de la société et de la culture russe », puis dans un autre discours du 13 aout 2013 à la Douma d'État que l'islam et la Russie sont incompatibles

### Hajj
18 000 musulmans russes de tout le pays ont effectué le pèlerinage en 2006. En 2010, au moins 20 000 pèlerins musulmans russes ont assisté au Hadj, à la suite des lettres envoyées par des leaders musulmans au Roi de l'Arabie Saoudite demandant que la part de visa saoudienne soit augmenté à au moins 25,000-28,000 visas pour des Musulmans russes, en raison de la demande écrasante de Musulmans russes, le 5 juillet 2011, les Muphtis ont demandé l'aide du Président Dmitry Medvedev dans l'augmentation de la quota allouée par l'Arabie Saoudite à Vladikavkaz. La troisième Conférence Internationale de la Gestion de Hadj qui a été tenue dans Kazan de 7 - le 9 juillet 2011, a été assistée par environ 170 délégués de 12 comités.

### Démographie
La majorité de Musulmans en Russie adhère à la branche Sunnite d'Islam. Environ 5 % sont des Musulmans Chiites. Il y a aussi une présence active de Musulmans Ahmadi.Dans quelques zones, notamment le Daghestan et la Tchétchénie, il y a une tradition de Sunnite Sufism, qui est représenté par Naqshbandi et des écoles Shadhili, dont le maître spirituel Afandi Al-Chirkawi reçoit des centaines de visiteurs quotidiennement. les Azéris sont aussi des adeptes d'Islam Shi'a, à la suite du détachement de leur république de l'Union soviétique, un nombre important d'Azéris a immigré en Russie en recherche de travail.
Des convertis russes notables à l'Islam incluent Vyacheslav Polosin, Vladimir Khodov et Alexander Litvinenko, un transfuge du Renseignement russe, qui s’est converti sur son lit de mort.
Le tableau suivant se fonde sur des statistiques russes de 2002, et comprend tous les peuples de Russie majoritairement musulmans. Les chiffres ne prennent pas en considération les athées et les baptisés parmi les musulmans, pas plus que les convertis à l'islam parmi les Russes et les nationalités russes de culture non musulmane. De même, les émigrés musulmans du Kazakhstan et d'Azerbaïdjan sont considérés comme des étrangers.
| groupe ethnique   | population (2002) | % population |
| ----------------- | ----------------- | ------------ |
| Tadjiks           | 120.136           | 0,08 %       |
| Tates             | 2.303             | 0,00 %       |
| Tatares           | 5.554.601         | 3,83 %       |
| Bachkirs          | 1.673.389         | 1,15 %       |
| Kazakhs           | 653.962           | 0,45 %       |
| Azéris            | 621.840           | 0,43 %       |
| Koumyks           | 422.409           | 0,29 %       |
| Karatchaïs        | 192.182           | 0,13 %       |
| Ouzbeks           | 122.916           | 0,08 %       |
| Balkares          | 108.426           | 0,07 %       |
| Turcs             | 95.672            | 0,06 %       |
| Nogaïs            | 90.666            | 0,06 %       |
| Kirkasses         | 60.517            | 0,04 %       |
| Turkmènes         | 33.053            | 0,02 %       |
| Kirghizes         | 31.808            | 0,02 %       |
| Tatares de Crimée | 4.131             | 0,00 %       |
| Tchétchènes       | 1.360.253         | 0,94 %       |
| Avars             | 814.473           | 0,56 %       |
| Kabardes          | 519.958           | 0,36 %       |
| Darguines         | 510.156           | 0,35 %       |
| Ingouches         | 413.016           | 0,28 %       |
| Lesghiens         | 411.535           | 0,28 %       |
| Laks              | 156.545           | 0,11 %       |
| Tabassarans       | 131.785           | 0,09 %       |
| Adyguéens         | 128.528           | 0,09 %       |
| Abazes / Abchazes | 37.942            | 0,03 %       |
| Rutuls            | 29.929            | 0,02 %       |
| Aguls             | 28.297            | 0,02 %       |
| Zakures           | 10.366            | 0,01 %       |
| Total             | 14.340.794        |              |

### Galerie

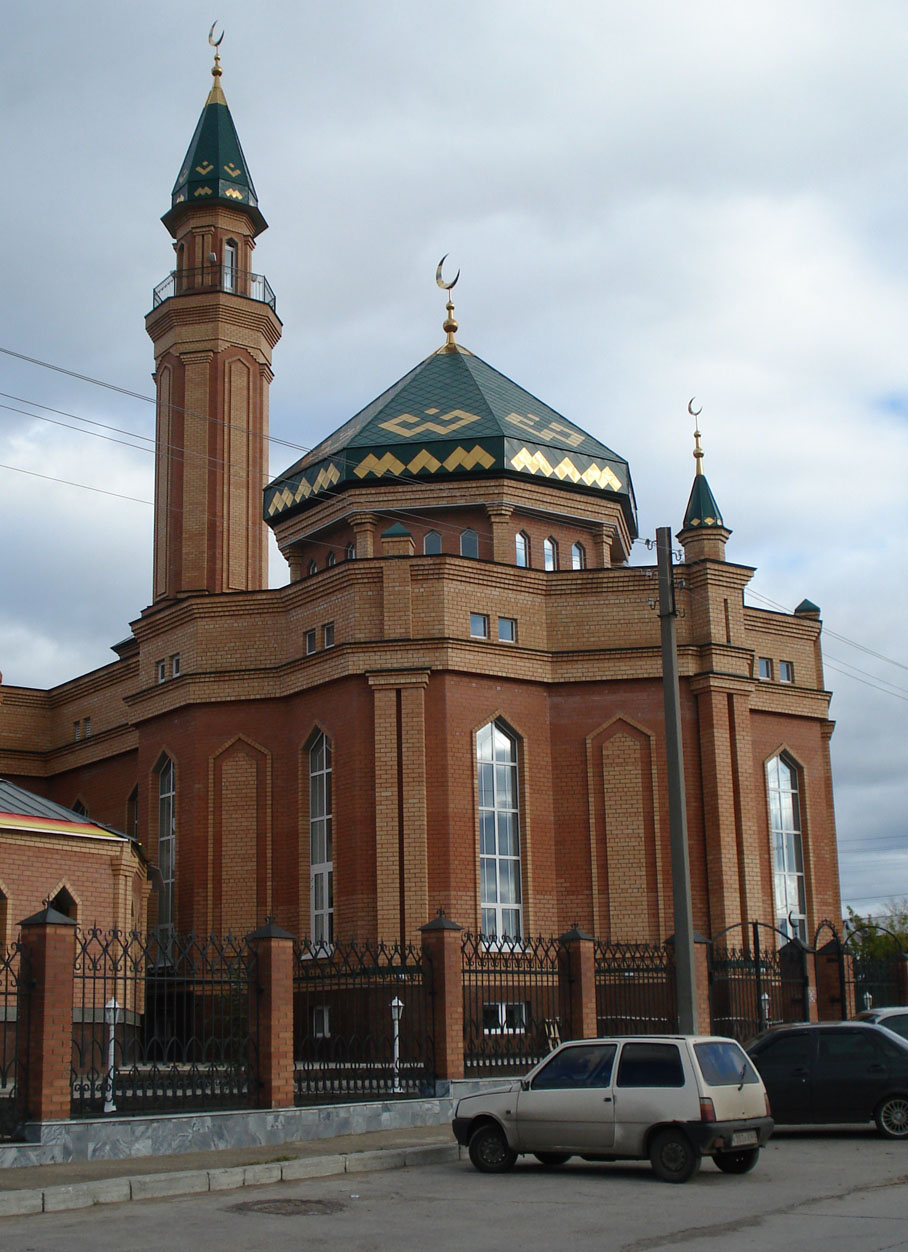
Une mosquée en Russie.
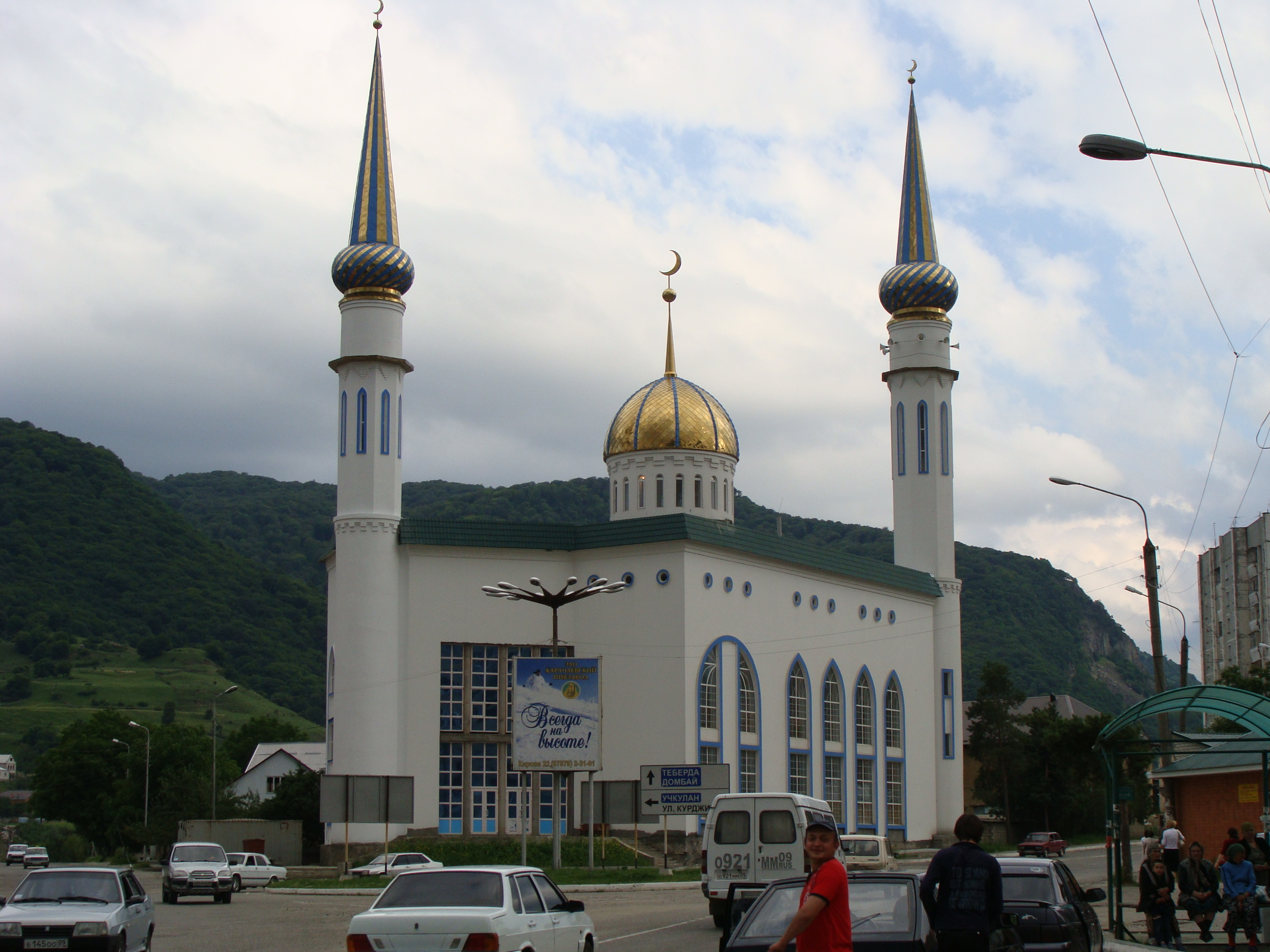
Mosquée centrale de Karachaevo-Cherkessia,Russie .
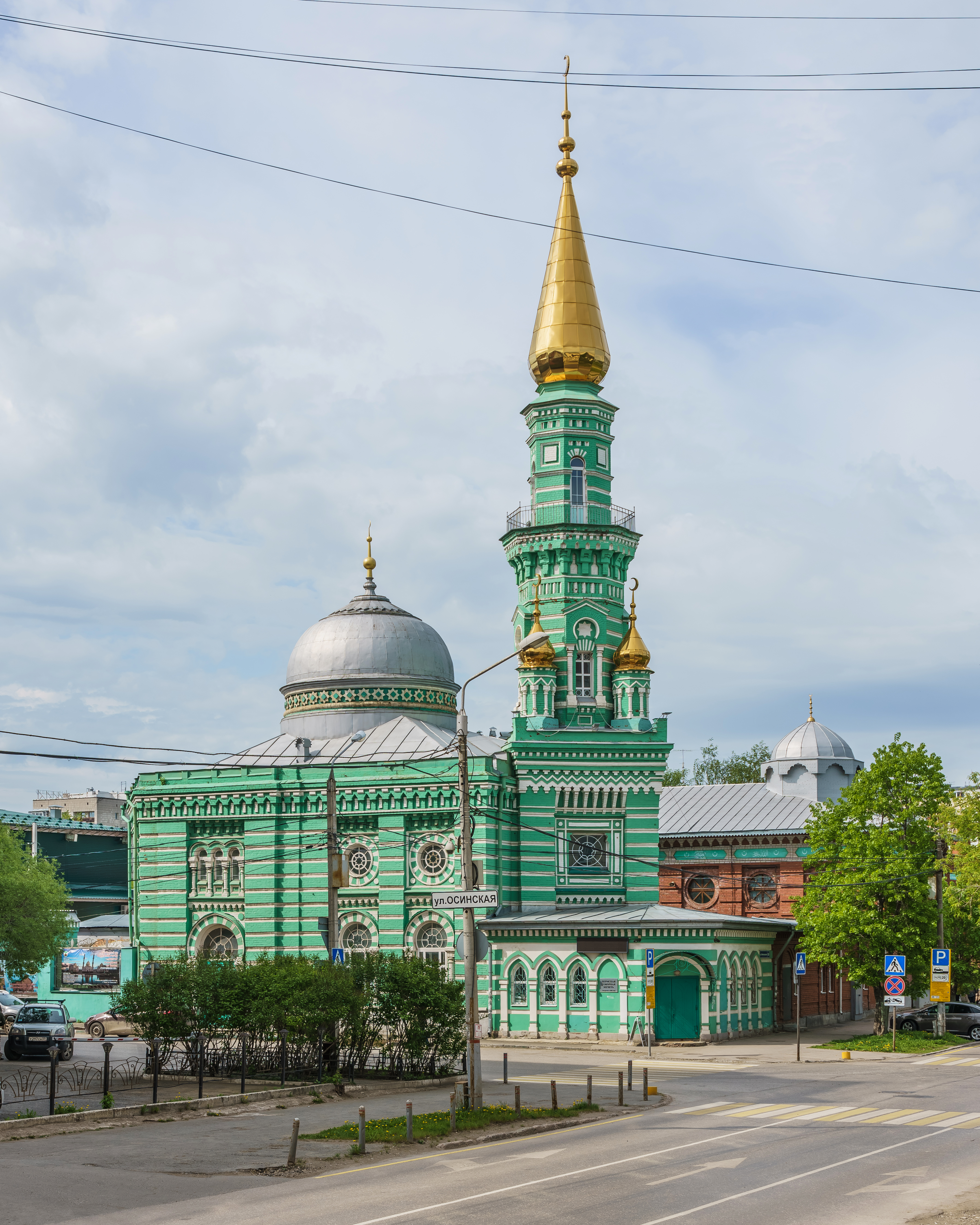
Mosquée Perm.
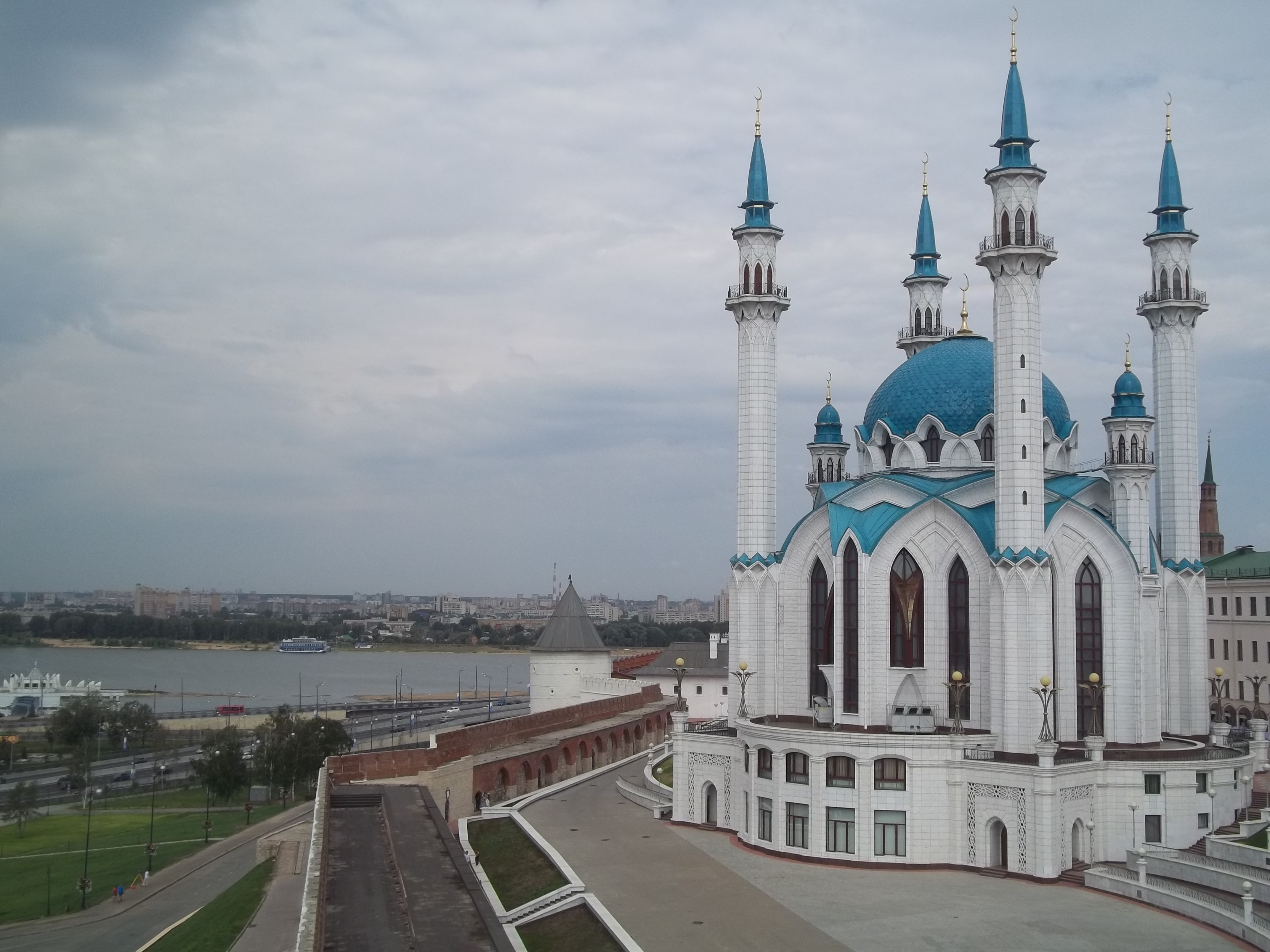
Mosquée Qolşärif, Kazan, Tatarstan.

### Organisations
Partis et organisation à l'échelle nationale
- Parti Islamique de Russie, depuis 2001
- Parti Eurasiatique de Russie, depuis 2001 (a renoncé à presque toute référence musulmane)
- Parti de la Renaissance Islamique, qui s'est scindé en 1992 en partis régionaux
- Parti de l'ensemble de la Russie pour la Renaissance Islamique, provenant de la scission du Parti de la Renaissance Islamique
- Comité Islamique de la Russie, provenant aussi de la scission du Parti de la Renaissance Islamique
- Union des Musulmans de Russie, aile laïque de Parti de la Renaissance Islamique, depuis 1995
- Mouvement social 'Nur' (lumière) des musulmans de toute la Russie, depuis 1995
- Congrès des Musulmans de Russie
- Congrès Islamique de tous les Russes, depuis 1998
- Zhammat Muslimi, Parti Démocrate Islamique, Centre Islamique (au Daguestan)
- Gestion spirituelle des Musulmans de Russie Centrale (Oufa et région de la Volga)
- Gestion spirituelle des Territoires d'Europe Centrale (de Moscou à Kaliningrad)
- Gestion spirituelle des Musulmans de la Partie Asiatique de la Russie (grand Est)
- Conseil Central des Musulmans Russes (à Oufa)
- Conseil des Muftis de Russie (à Moscou)
- Gestion spirituelle des Musulmans de la Partie européenne de la Russie (conseil des muftis)
- Gestion spirituelle des Musulmans du Nord-Caucase (conseil des muftis)
- Gestion spirituelle des Musulmans de Sibérie
- Gestion spirituelle des Musulmans de la Russie et de la CEI
- Haut Centre de Coordination de la Gestion spirituelle des Musulmans de Russie (à Moscou)
- Organisation Nationale des Musulmans de Russie (convertis à l'islam)
- Confédération des Peuples du Caucase
- Centre culturel Islamique
- Refakh (Prospérité)

Partis et organisations à l'échelle régionale
- Gestion spirituelle des Musulmans Ingouches
- Gestion spirituelle des Musulmans du Daghestan
- Ittifaq (Tatarstan)
- Parti Islamique du Daghestan
- Union des Musulmans (Tchouvaches)
- Voie Islamique (Tchétchénie)
- Union des Jeunes Musulmans (Bachkortostan)
- Centre social Tatare (Tatarstan, Bachkortostan et Tchouvachie)

Partis, organisations et mouvements musulmans de l'époque de Gorbatchev
- Parti de la Renaissance Islamique
- Musulmans de Russie
- Centre social tatar
- Musulmans du Tatarstan
- Parti Islamique du Turkestan
- Parti Démocrate Islamique
- Parti Islamique du Daghestan
- Nation Islamique (Tchétchénie)
- Voie Islamique (Tchétchénie)
- Parti du Peuple des Tatares, ou Vatan (Tatarstan)
- Al-Islamiyya (Daghestan)
- Jamaat-ul-Muslimin (Société des Musulmans) au Daguestan
- Birlik (Unité) en Ouzbékistan
- Agzybirlik (Unité) au Turkménistan
- Rastokhis (Renaissance) au Tadjikistan
- Askar (Aide mutuelle) au Kirghizistan
- Alash au Kazakhstan
- Adyge Khase (Caucase)
- Congrès national des Tchétchènes

Mouvements musulmans radicaux et extrémistes
- Régiment islamique – Bataillon des Unités spéciales (Tchétchénie), fondé en 1998
- Riyadh as-Salihin (Les jardins de ceux qui suivent le droit)
- Veiller sur la Charia (Tchétchénie)
- Rassemblement Islamique du Daguestan, fondé en 1997
- Armée islamique du Caucase, depuis 1999
- Commando uni des Moudjahiddin du Daguestan, depuis 1998
- Armée de Libération du Daguestan, depuis 1999
- Armée rebelle des Imams du Daguestan, depuis 1999